# Laurent Michaud

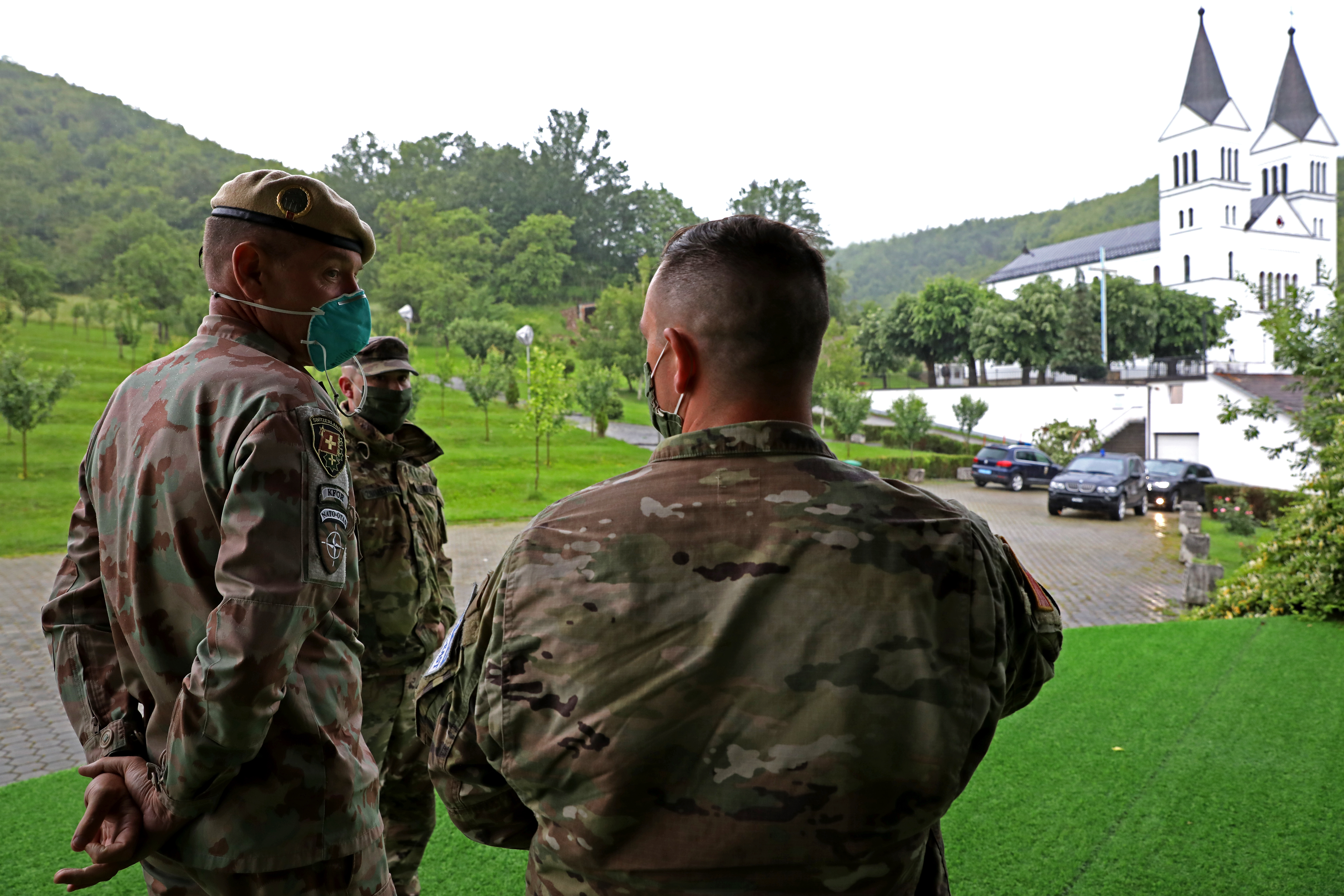
Brigadier Michaud in seiner Funktion als stellvertretender Kommandant der KFOR im Juni 2020 im Kosovo

Laurent Michaud (* 1965) ist ein Schweizer Berufsoffizier (Korpskommandant). Er besitzt einen Önologieabschluss der Universität von Burgund (Frankreich) und einen Master of Advanced Studies in interkultureller Kommunikation der Università della Svizzera italiana. Als erster Schweizer wurde Michaud im September 2019 für ein Jahr stellvertretender Kommandant der KFOR. Am 10. Oktober 2020 übergab Michaud seinem Nachfolger, dem österreichischen Brigadier Günter Schöpf, die Funktion unter Anwesenheit des Chefs der Armee, Korpskommandant Thomas Süssli.

## Militärische Funktionen
(Quelle: )
- 1991 Hauptmann: Kommandant einer Motorisierten Füsilierkompanie
- 1993 Hauptmann: Kommandant einer Motorisierten Grenadierkompanie
- 1996 Major im Generalstab: Chef Operationen im Stab einer Felddivision
- 1997 Major im Generalstab: Unterstabschef Operationen und Stabschef des Swiss Raid Commando
- 1999 Kommandant eines Infanteriebataillons
- 2000 Oberstleutnant im Generalstab
- 2004 Chef eines Armeestabsteils
- 2006 Oberst im Generalstab
- 2014 Brigadier: Stabschef / Stellvertreter Chef Führungsstab der Armee
- 2018 Stabschef des Kommandos Operationen
- 2019 Stellvertretender Kommandant der KFOR
- 2021 Chef Kommando Operationen unter gleichzeitiger Beförderung zum Korpskommandanten